# Вялых, Николай Иванович
Николай Иванович Вялых — советский хозяйственный и государственный деятель, Герой Социалистического Труда.

## Биография
Родился в 1926 году в деревне Рваное Болото. Член КПСС.
Участник Великой Отечественной войны: командир орудия 1571-го зенитного артиллерийского полка Горьковского корпусного района ПВО, командир орудия 21-го отдельного радиобатальона войск ВНОС Псковско-Новгородского района ПВО
В 1945—1955 — кадровый офицер Советской Армии.
В 1955—1987 — шлифовщик и фрезеровщик НИИ точного машиностроения Министерства электронной промышленности СССР в Зеленограде.
Указом Президиума Верховного Совета СССР от 26 апреля 1971 года присвоено звание Героя Социалистического Труда с вручением ордена Ленина и золотой медали «Серп и Молот».
Делегат XXIV съезда КПСС.
Умер в 2000 году в Зеленограде.

## Награды и звания
- Герой Социалистического Труда (26.04.1971)
- Орден Ленина (26.04.1971)
- Орден Отечественной войны II степени (06.04.1985)